# Opisthograptis tsckuna
Opisthograptis tsckuna är en fjärilsart som beskrevs av Eugen Wehrli 1939. Opisthograptis tsckuna ingår i släktet Opisthograptis och familjen mätare. Inga underarter finns listade i Catalogue of Life.